# آبي دينسون
آبي دينسون (بالإنجليزية: Abby Denson)‏ (27 مايو 1970)؛ رسامة كارتون، كاتِبة وروائية أمريكية.